# 차량 자동화
차량 자동화(Vehicular automation)에는 기전공학, 인공지능 및 다중 에이전트 시스템을 사용하여 자동차, 트럭, 항공기 또는 선박과 같은 탈것의 운전자를 지원하는 작업이 포함된다. 인간의 제어를 용이하게 하지만 대체하지 않기 위해 내비게이션과 같은 작업에 자동화를 사용하는 차량은 반자율 차량인 반면 완전 자율 차량은 자율 차량이라고 한다.
자동화 차량에는 자율 주행 차량, 무인 지상 차량, 자율 열차, 첨단 여객기 자동 조종 장치, 드론 항공기, 행성 탐사선, 유도 로켓 및 미사일이 포함될 수 있다.
유럽 연합 법률에서 자동화된 차량은 더욱 구체적으로 자동차(자동차, 트럭 또는 버스)를 의미한다. 이는 도로 교통 차량이다. 이러한 차량의 경우 운전자 및 차량을 운전하는 주체의 책임 차이로 인해 첨단 운전자 지원 시스템과 (더 진보된) 자율/자동 차량 간에 구체적인 차이가 법적으로 정의된다.
자율주행차 구현에 관련된 기술은 차량 변경부터 주행 환경 지원 제공까지 다양하다.
자동화된 차량은 운전의 복잡성, 지리적/문화적 차이, 도로 상황을 고려할 때 특히 육상 운송 및 도로 교통에서 안전 문제를 제기한다. 자율주행차를 강력하고 확장 가능하게 만들기 위해서는 다양한 기술적 과제를 극복해야 한다.
차량 자동화 주제는 차량 수와 운전자 수로 인해 도로 교통에 주목할 만하지만 다른 도로 사용자와 도로를 공유해야 하기 때문에 교통 충돌이 발생할 수 있는 환경에서 특별한 우려 사항을 제시한다.
자율성은 차량이 모든 지각, 모니터링 및 제어 기능을 담당한다는 것을 의미한다. 자동화된 시스템은 모든 조건에서 작동할 수 없으며 나머지는 인간 운영자에게 맡겨진다. 더욱 미묘한 점은 차량이 모든 상황에서 작동을 시도할 수 있지만 예상치 못한 상황이 발생하거나 차량이 오작동할 때 차량이 인간에게 통제권을 요구할 수 있다는 것이다.

## 같이 보기
- 무인 자동차
- 대시캠
- 지능형 교통 체계